# Tatort: Klassentreffen
Klassentreffen ist ein Fernsehfilm aus der Kriminalreihe Tatort. Der vom Westdeutschen Rundfunk unter der Regie von Kaspar Heidelbach produzierte Film wurde am 10. Januar 2010 im Ersten Programm der ARD ausgestrahlt. Es ist der 45. Fall des Kölner Ermittler-Teams Ballauf und Schenk und die 752. Tatortfolge.

## Handlung
Der Kölner Bauunternehmer Franz Tarrach wird, an einer Kette mit dem Kopf nach unten, an einer Rheinbrücke hängend vorgefunden. Vorher ist er mit einem gezielten Kopfschuss hingerichtet worden, sodass die Ermittler einen Auftragsmord vermuten. Schenk findet auch sehr schnell heraus, dass Tarrach in großem Stil betrügerische Abrechnungen vornahm und auch Schwarzarbeiter beschäftigt hatte. Aufgrund eines anonymen Hinweises war die Zollbehörde ihm bereits auf der Spur und Tarrach war kurz davor, ein Geständnis abzulegen. Sein Mitarbeiter Klaus Michalke mochte seinen Chef offensichtlich nicht besonders und als bekannt wird, dass Michalke kurz vor der Entlassung stand, macht ihn das tatverdächtig.
Max Ballauf hat in der Zwischenzeit ein paar Tage frei, da er zu einem Klassentreffen seiner Abiturklasse aus Essen eingeladen wurde. Dort trifft er seine alte Jugendliebe Katja Dorn wieder, mit der er sich immer noch gut zu verstehen scheint. Obwohl sie verheiratet ist, verbringen beide die Nacht miteinander. Am nächsten Morgen wird Katjas Mann, der auch zu der Abiturklasse gehörte, tot in einem Hotelzimmer aufgefunden. Offensichtlich wurde er mit einer Statue aus dem Zimmer erschlagen. Aufgrund der Tatsache, dass Ballauf sich mit dessen Ehefrau vergnügt hatte, gerät er unter Mordverdacht. Allerdings hält die ermittelnde Kommissarin aus Essen auch Katja Dorn für verdächtig, denn sie könnte durchaus Max Ballauf in ihr Mordkomplott mit eingearbeitet haben. Offensichtlich hat sich Ballauf aber auch mit Dorn handfest gestritten, wodurch Blutspritzer an seine Kleidung kommen konnten, was ihm nun zum Verhängnis wird.
Schnell findet Schenk eine Verbindung von Tarrach zu Dorn und ist überrascht, seinen Kollegen am Ort eines weiteren Mordes zu finden. Offensichtlich hatte Dorn als Leiter einer Stiftung Tarrachs überhöhte Rechnungen für ein gemeinsames Projekt gegengezeichnet, um sich den zusätzlichen Gewinn zu teilen. Schenk begibt sich auf den Weg nach Essen, um seine Ermittlungen dort weiterzuführen und gleichzeitig auch seinem Kollegen zur Seite zu stehen.
Ballauf ermittelt parallel auf eigene Faust, um seine Unschuld zu beweisen. Zunächst sieht er sich in Dorns Stiftung um und trifft dort auf Bettina Hartmann, die er auch schon seit der Schulzeit kennt. Sie kann sich nicht vorstellen, dass ihr Chef unsaubere Geschäfte gemacht haben sollte, jedoch weiß sie von Liebschaften, die Dorn immer mal wieder hatte. So auch mit seiner Assistentin Julia Gerber, die angibt, dass sie die Affäre schon seit einiger Zeit beendet hätte, da sie vorhat, nach Hamburg zu gehen. Schenk erhält inzwischen die Information, dass Fingerabdrücke eines Antanas Broos an der Kette gefunden wurden, mit der Tarrach an die Brücke gehängt worden war. Bei dessen Festnahme wird dieser angeschossen und sein Bruder, der es nicht schaffte zu fliehen, gibt zu, dass sie den Auftrag bekommen hatten, Tarrach zu eliminieren. Einen zweiten Mord hätten sie nicht begangen und ihren Auftraggeber würden sie auch nicht kennen.
Somit erscheint ein Zusammenhang zu dem Essener Mord in einem anderen Licht. Hier lag keine „Hinrichtung“ vor, sondern eher ein Affekt. Die Hotelangestellte erinnert sich, dass Dorn sich spät abends eine Flasche Sekt auf sein Zimmer bestellt hatte. Zu diesem Zeitpunkt war Katja Dorn bereits in Ballaufs Zimmer. So versucht Ballauf herauszufinden, wen Dorn an dem Abend erwartet haben könnte. Für ihn kommt dafür nur Julia Gerber in Betracht, da er seinen Schulkameraden kannte und er sich nicht vorstellen konnte, dass Dorn die Beziehung so ohne Weiteres beendet hätte. Er nimmt sich Gerber noch einmal vor und sie gibt zu, im Affekt auf Dorn eingeschlagen und ihn dabei mit der Statue tödlich verletzt zu haben. Er wollte sie einfach nicht gehen lassen und drohte ihr dafür zu sorgen, dass sie in Hamburg keine Anstellung mehr bekommen würde.
Schenk kann in Erfahrung bringen, dass Dorns Stellvertreterin Bettina Hartmann ihren Chef hintergangen hatte und sie hinter den gefälschten Rechnungen steckte. Als Tarrach einfach nicht aufhören wollte, obwohl die Zollfahndung ihm schon auf den Fersen war, sollte er nur einen Denkzettel bekommen, um den Betrug zu beenden. Dass Broos ihn umbringen würde, habe sie nicht gewollt.

## Hintergrund
Klassentreffen wurde von Colonia Media im Auftrag des WDR  produziert. Die Dreharbeiten erfolgten in Köln, Essen, der Zeche Zollverein, der Siedlung Margarethenhöhe, am Baldeneysee, in Oberhausen und im Gasometer Oberhausen.

## Rezeption

### Einschaltquoten
Bei seiner Erstausstrahlung am 10. Januar 2010 wurde die Folge Klassentreffen in Deutschland von 9,59 Millionen Zuschauer gesehen, was einem Marktanteil von 24,30 Prozent entsprach.

### Kritiken
Rainer Tittelbach von tittelbach.tv wertet nüchtern: „König Zufall regiert diesen Köln-‚Tatort‘ aus Essen, dem eine nicht neue, aber stets effektvolle Ausgangsidee zugrunde liegt. Konstruierte Krimihandlung, uninspirierte Regie, Kleindarsteller auf Laientheater-Niveau. Dennoch unterhaltsam und in den Hauptrollen überzeugend besetzt. Karoline Eichhorn ist mal wieder Klassenbeste!“
Bei Kino.de kommt Tilmann P. Gangloff zu dem Urteil: „Ohne damit zu protzen, streut Werner beiläufig noch diverse Rechercheergebnisse ein, etwa, wie der Betrug am Bau funktioniert. Aber der größte Reiz liegt selbstredend darin, dass gegen den Ermittler ermittelt wird, zumal Angelika Bartsch die Essener Kripo-Kollegin dank ihrer ätzend süffisanten Dialoge höchst humorlos verkörpert. Schön sind auch verschiedene Momente der Verblüffung, wenn Ballauf beispielsweise neben dem toten Dorn steht und Schenk aus Köln auf dessen mobilem Telefon anruft. Am besten aber war die Idee des WDR, erstmals seit den Tagen von Hansjörg Felmy als Kommissar Haferkamp (1974 bis 1980) wieder einen ‚Tatort‘ in Essen anzusiedeln.“
Kathrin Buchner bei Stern.de urteilt: „Leider musste sie sich die Aufmerksamkeit der Zuschauer mit diversen Nebencharakteren teilen, die schablonenhaft skizziert werden: die ausgebuffte Assistentin, die frustrierte Karrierefrau, der rumänische Auftragskiller. Doch sie bleiben nur Statisten, Drehbuchautor Jürgen Werner verknüpft zu viele Handlungsstränge miteinander. Sex, Rache, Geldgier – das ganze Repertoire menschlicher Triebe wird als Mordmotiv ausgeschlachtet.“
Die Kritiker der Fernsehzeitschrift TV Spielfilm fanden, „der clevere, am Ende etwas überkonstruierte Fall gibt dem alten Kommissars-‚Ehepaar‘ viel Gelegenheit zur Meditation über das Älterwerden – etwa, ob man sich mit fünfzig noch überwiegend von Currywurst ernähren sollte…“. Sie urteilten, der Krimi sei „etwas konstruiert, aber recht unterhaltsam“.

### Trivia
Dieses Mal hat Schenk ein Cabrio Plymouth Valiant von 1966 (K-P 81) als Dienstwagen.